# Альберт-канал
Альбе́рт-кана́л (фр. Canal Albert, нидерл. Albertkanaal) — канал в Бельгии, соединяющий реки Маас близ города Льеж и Шельду, протекающую рядом с Антверпеном. Длина канала около 130 км.
Так как канал пересекает Кампинский угольный бассейн, главными перевозимыми грузами являются уголь, руда, флюсы, нефтепродукты, стройматериалы и зерно. Построен в 1930—1939 годах, используется с 1940 года, но официально он был открыт лишь после Второй мировой войны, в 1946 году.
Глубина канала — 3,4 м, после 1997 года Албертканал может пропускать суда грузоподъёмностью более 9000 тонн (класс VI). На канале шесть шлюзов, разница высот — 56 м (пять шлюзов высотой около 10 м и один — 5,7 м).